# Хальчак, Богдан
Богдан Хальчак (пол. Bogdan Halczak, род. 1959) — польский историк украинского происхождения, доктор наук, профессор, заведующий кафедрой новейшей истории и политической мысли Института политологии Зелёногурского университета. Вице-президент Украинского исторического общества в Польше.

## Научная деятельность
Занимается изучением политической истории Центрально-Восточной Европы в XIX и XX веках, историей политической мысли, преподаванием исторической науки. В центре его научных интересов является история украинского меньшинства в Польше и Словакии в XX веке.
Участник научных конференций в Польше, Словакии, Чехии, США, Канаде и на Украине.
Автор 160 научных и научно-популярных публикаций. Автор исторических публикаций в «Нашем слове».